# 南都夜曲
《南都夜曲》為臺語歌詞創作人陳達儒與作曲家郭玉蘭藝名（雪蘭）女士於日治時期昭和十三年（1938年）所創，原名《南京夜曲》，二戰後經更動歌詞而成為《南都夜曲》。莊永明評價此曲認為「不僅陳達儒的詞好，郭玉蘭曲子亦佳」，而郭玉蘭作為日治時期台語流行歌曲寥寥可數的女性創作者來說，「南都夜曲一曲已足令她留名閩南語歌壇」。
據陳達儒所述，南京夜曲的歌詞內容，原本是描寫一位台灣「公學校」女訓導到南京旅遊時所見之景物，主要描述中國江南酒樓藝旦的處境與心情。二戰後後因陳達儒認為南京為中國之地名而有所忌諱，曾經修改歌名與部分景物。
1961年葉俊麟將這首歌重新作詞，由張美雲演唱，在亞洲唱片灌錄，歌名為「草山夜曲」。1967年南星唱片郭一男將歌詞中的南京換掉，改為「南都夜曲」，同年，胡美紅在亞洲黑膠10吋唱片灌錄發行，先是將歌詞改為台北的「省都夜曲」，之後重新出版12吋唱片將歌名改為「淡水夜曲」、黃秋田則改唱為「台北夜曲」。而後南星唱片發行方瑞娥演唱的「南都夜曲」做為專輯主打歌，鳳飛飛1977年也灌錄此曲，大為流行，就此以《南都夜曲》之名傳唱於世。

## 歌名與景物的修改
莊永明以陳達儒早年自費出版「歌仔簿」發現此曲原名為「南京夜曲」，上有陳達儒親筆更動筆跡，主要是描寫台灣「公學校」女訓導到南京旅遊時所見之景物的心情寫照，但為何「南京」改為「南都」，莊永明認為已不可考了。有說法稱臺灣戰後時期，因歌詞內容有影射南京國民政府之嫌，流行歌壇為避免冒犯政府，分別將歌名以及關於南京的詞彙景色修改。直到歌名改為南都（臺南雅稱），歌詞中的南京地形地物，如紫金山、秦淮江水等，修正為安平港等臺南風土等，才定版而成為普遍公認的歌曲。

## 表達女性愛情觀
學者施又文從音樂社會學的角度分析包括《南都夜曲》在內的13首表達女性愛情觀，研究發現總結出「當代臺語流行歌曲反映的女性愛情，在愛情的表白上是壓抑保守、內斂含蓄；在態度上是委曲、執著等待；在信仰上甚至則歸諸宿命。」